# Synodus mundyi
Espèce
Statut de conservation UICN

 DD 02 mars 2015 : Données insuffisantes
Synodus mundyi est une espèce de poissons de la famille des Synodontidae.

## Systématique
L'espèce Synodus mundyi a été décrite pour la première fois en 2009 par biologiste américain John Ernest Randall.

## Distribution
Cette espèce se croise dans l'océan Pacifique, plus particulièrement au large d'Hawaï et du sud du Japon, à des profondeurs variant de 82 à 200 m.

## Description
Synodus mundyi peut mesurer jusqu'à 14,7 cm.
Synodus mundyi chasse en enfouissant son corps dans les sédiments et en capturant les proies qui passent à proximité.

## Étymologie
Son épithète spécifique, mundyi, est un hommage à l'ichtyologue étasunien Bruce Mundy (d).

## Publication originale
- (en) John E. Randall, « Five New Indo-Pacific Lizardfishes of the Genus Synodus (Aulopiformes: Synodontidae) », Zoological Studies, vol. 48, no 3,‎ 1er mai 2009, p. 402-417 (ISSN 1021-5506 et 1810-522X, lire en ligne).